# Festival Eurovisão da Canção Júnior 2019
O Festival Eurovisão da Canção Júnior de 2019 (em inglês: Junior Eurovision Song Contest 2019 e em polonês: Konkurs Piosenki Eurowizji dla Dzieci 2019) será a 17.ª edição anual do evento. O Festival será realizado pela primeira vez na Polónia depois que ,Roksana Węgiel ter ganho a edição anterior em Minsk com a canção Anyone I Want to Be.A cidade-sede é Gliwice - Silésia em 24 de novembro de 2019. Este será o primeiro festival desde  2014 no qual,a cidade-sede não é a capital de um país. Já que a capital polonesa Varsóvia, não tem um local adequado para sediar um evento deste porte.

## Local

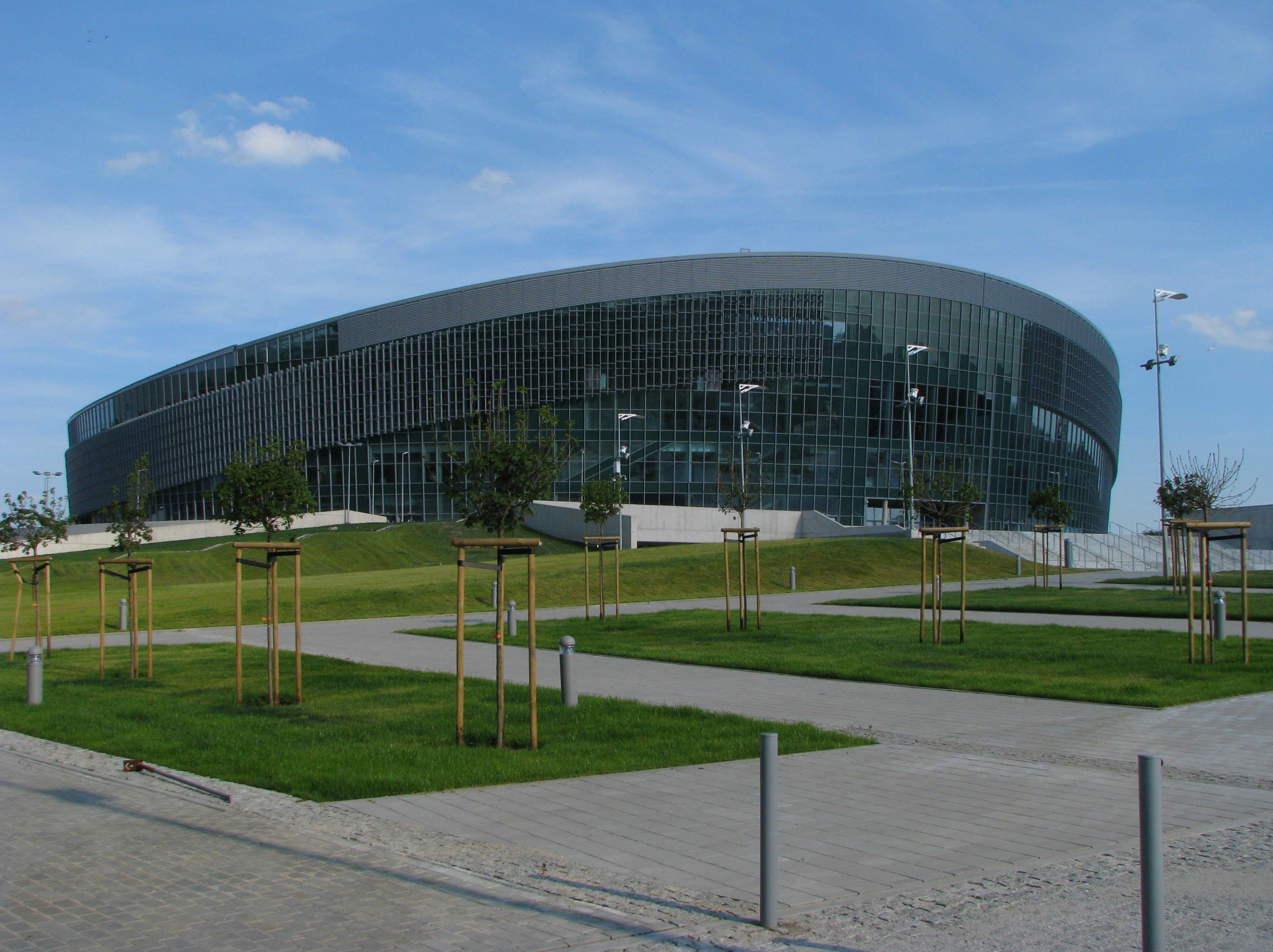
Gliwice Arena em Gliwice, sede do concurso de 2019.

O concurso será realizado na Gliwice Arena,uma arena multiuso para mais de 17 mil pessoas.A arena é uma das maiores e mais modernas do país.

### Fase de licitação e seleção de cidade-sede
Em 26 de novembro de 2018, um dia após a realização do festival anterior, três anunciaram oficialmente a sua intenção de sediar o evento. As primeiras candidaturas foram a da Armênia e do Cazaquistão Entretanto,ao final do ano,a Polônia,que foi a vencedora do festival do ano anterior, apresentou uma candidatura concreta e dentro das exigências da UER.
A Agência Khabar do Cazaquistão também fez uma proposta para sediar o evento. No entanto, se a proposta fosse aceita, a emissora cazaque disse que tentaria antecipar o festival para outubro, devido a questões climáticas de sua capital Nur-Sultã. Ao mesmo que essa candidatura era inovadora por ser a primeira em que um membro associado da EBU estava se candidatando para um dos principais eventos da entidade. No entanto, para que isso aconteça, as regras gerais da competição, terão que ser alteradas, pois, tal como o adulto, o evento não pode ser realizado em um estado que não tenha uma emissora que seja membro pleno da entidade. Por exemplo, é a mesma situação que acontece com a Austrália no festival adulto.Caso aconteça uma eventual vitória do país,o festival não poderá ser realizado em solo australiano,mesmo que o país tenha sido efetivado no festival em 2016.
Em 10 de dezembro de 2018,foi confirmado pela  EBU que a o festival seria realizado na Polônia. Dois dias antes,foi divulgado que o prefeito da cidade de  Gliwice, Jarosław Gonciarz,tinha escrito uma carta de intenções para o  chefe da Telewizja Polska (TVP), indicando que a recém-inaugurada  Gliwice Arena poderia ser a sede do evento.
No dia 6 de Março foi confirmado que o evento seria realmente realizado na Gliwice Arena.
Esta será a primeira vez desde o concurso de 2014 que o evento não será realizado pela capital de um país, já que Varsóvia não tem um local adequado para sediar um evento deste porte.
Chave:  †   Cidade Selecionada
| Cidade Candidata | Local Candidato         | Capacidade |
| ---------------- | ----------------------- | ---------- |
| Cracóvia         | Tauron Arena Kraków     | 22,000     |
| Gdańsk           | Ergo Arena              | 15,000     |
| Gliwice- Silésia | Arena Gliwice           | 13,752     |
| Katowice         | Spodek                  | 11,500     |
| Łódź             | Atlas Arena             | 13,800     |
| Szczecin         | Netto Arena             | 13,805     |
| Toruń            | Torun Arena Sports Hall | 9,250      |

## Formato

### Visual design
O tema do concurso, Share the Joy, foi revelado em 13 de maio de 2019 durante uma conferência de imprensa anterior ao Eurovision Song Contest 2019 em Tel Aviv, Israel. A conferência de imprensa incluiu Gert Kark (Gerente de Projetos), Konrad Smuga (Diretor de Criação), Marta Piekarska (Coordenadora de Projetos) e Roksana Węgiel, a vencedora do concurso de 2018.

### Votação
Os resultados foram determinados por júris nacionais e um voto do público on-line. A primeira fase da votação on-line começou em 22 de novembro às 20:00 CET, quando uma recapitulação de todas as apresentações dos ensaios foi exibida no site oficial antes que os telespectadores pudessem votar. Esta votação terminou em 24 de novembro às 15:59 CET. A segunda fase da votação online foi realizada durante o show ao vivo, que começou às 16:00 CET, logo após a última apresentação e ficou aberto por 15 minutos. Os espectadores internacionais podem votar em no mínimo três países e no máximo cinco, incluindo seu próprio país.
```
O número de pontos foi determinado pela porcentagem de votos recebidos. O voto do público é responsável por 50% do resultado final, enquanto os outros 50% são provenientes de júris profissionais.
[
10
]
```

### Troféu
O troféu foi desenhado por Kjell Engman, da empresa sueca de vidro Kosta Boda, usando o mesmo design que foi introduzido pela primeira vez no Festival de 2017. The main trophy is a glass microphone with colored lines inside the upper part, which symbolize the flow of sound.

## Países participantes
Em 18 de julho de 2019, a UER divulgou a lista oficial de participantes com 19 países concorrentes. A Espanha marcará sua primeira aparição desde 2006, enquanto o Azerbaijão e Israel se retiraram.
| #  | País               | Artista                                | Musica                                           | Lingua             | Pontuação | Ranking |
| -- | ------------------ | -------------------------------------- | ------------------------------------------------ | ------------------ | --------- | ------- |
| 01 | Austrália          | Jordan Anthony                         | "We Will Rise"                                   | Inglês             | 8         | 121     |
| 02 | França             | Carla                                  | "Bim bam toi"                                    | Françês            | 5         | 169     |
| 03 | Rússia             | Tatyana Mezhentseva e Denberel Oorzhak | "A Time for Us"                                  | Russo, Inglês      | 13        | 72      |
| 04 | Macedónia do Norte | Mila Moskov                            | "Fire"                                           | Macedônio, Inglês  | 6         | 150     |
| 05 | Espanha            | Melani García                          | "Marte"                                          | Espanhol           | 3         | 212     |
| 06 | Geórgia            | Giorgi Rostiashvili                    | "We Need Love"                                   | Georgiano, Inglês  | 14        | 69      |
| 07 | Bielorrússia       | Liza Misnikova                         | "Pepelny (Ashen)" (Пепельный)                    | Russo, Inglês      | 11        | 92      |
| 08 | Malta              | Eliana Gomez Blanco                    | "We Are More"                                    | Inglês, Maltês     | 19        | 29      |
| 09 | País de Gales      | Erin Mai                               | "Calon yn Curo (Heart Beating)"                  | Galês              | 18        | 35      |
| 10 | Cazaquistão        | Yerzhan Maksim                         | "Armanyńnan qalma" (Арманыңнан қалма)            | Cazaque, Inglês    | 2         | 227     |
| 11 | Polónia            | Viki Gabor                             | "Superhero"                                      | Polonês, Inglês    | 1         | 278     |
| 12 | Irlanda            | Anna Kearney                           | "Banshee"                                        | Irlandês           | 12        | 73      |
| 13 | Ucrânia            | Sophia Ivanko                          | "The Spirit of Music"                            | Ucraniano, Inglês  | 15        | 59      |
| 14 | Países Baixos      | Matheu                                 | "Dans met jou"                                   | Neerlandês, Inglês | 4         | 186     |
| 15 | Arménia            | Karina Ignatyan                        | "Colours of Your Dream"                          | Armênio, Inglês    | 9         | 115     |
| 16 | Portugal           | Joana Almeida                          | "Vem comigo (Come with Me)"                      | Português, Inglês  | 16        | 43      |
| 17 | Itália             | Marta Viola                            | "La voce della terra"                            | Italino, Inglês    | 7         | 129     |
| 18 | Albânia            | Isea Çili                              | "Mikja ime fëmijëri"                             | Albanês            | 17        | 36      |
| 19 | Sérvia             | Darija Vračević                        | "Podigni glas (Raise Your Voice)" (Подигни глас) | Sérvio, Inglês     | 10        | 109     |

## Scoreboard
| #  | Juries          | Juries | Online voting   | Online voting |
| -- | --------------- | ------ | --------------- | ------------- |
| 1  | Kazakhstan      | 148    | Poland          | 166           |
| 2  | Poland          | 112    | Spain           | 104           |
| 3  | Spain           | 108    | France          | 84            |
| 4  | Netherlands     | 105    | Netherlands     | 81            |
| 5  | North Macedonia | 100    | Kazakhstan      | 79            |
| 6  | France          | 85     | Italy           | 64            |
| 7  | Australia       | 65     | Serbia          | 63            |
| 8  | Armenia         | 82     | Russia          | 57            |
| 9  | Italy           | 70     | North Macedonia | 50            |
| 10 | Serbia          | 46     | Belarus         | 48            |
| 11 | Belarus         | 44     | Armenia         | 45            |
| 12 | Ireland         | 39     | Portugal        | 43            |
| 13 | Georgia         | 37     | Australia       | 39            |
| 14 | Ukraine         | 28     | Ireland         | 34            |
| 15 | Russia          | 15     | Georgia         | 32            |
| 16 | Wales           | 9      | Ukraine         | 31            |
| 17 | Albania         | 7      | Albania         | 29            |
| 18 | Malta           | 2      | Malta           | 27            |
| 19 | Portugal        | 0      | Wales           | 26            |

## Membros ativos da EBU
- Alemanha: Anunciado em 10 de maio de 2019 que não seria lançado nesta edição.[13]
- AndorraAnunciada em 22 de Maio de 2019 que não seria lançada nesta edição.[14]
- Bélgica: Anunciado em 9 de abril de 2019 que não retornar nesta edição[15]
- Chipre: Anunciado em 10 de junho de 2019 que não voltaria neste país edição.[16]
- Croácia: Anunciado em 4 de junho de 2019 que eu não voltaria nesta edição.[17]
- Dinamarca: Anunciar tio a 10 abril de 2019 não voltaria nesta edição.[18]
- Eslováquia: Anunciou junho em 10, 2019 que não faz estreia nesta edição.[19]
- Eslovénia: Anunciado em 03 de junho de 2019 não iria retornar nesta edição.[20]
- Estónia: Anunciou 10 de abril de 2019 que não estreia nesta edição.[21]
- Finlândia: Anunciado em 10 de junho de 2019 que não faz estreia nesta edição.[22]
- Grécia: Anunciado em 18 de junho de 2019 que eu não voltaria nesta edição.[23]
- Islândia: Anunciou em 23 de maio de 2019 não estrear nesta edição.[24]
- Israel: Anunciado em 13 de junho de 2019 que eu não voltaria nesta edição.[25]
- Letónia: Anunciado em 14 de junho de 2019 que eu não voltaria nesta edição.[26]
- Moldávia: Anunciou em 31 de maio de 2019 não iria retornar nesta edição.[27]
- Montenegro: Anunciou em 29 de maio de 2019 não iria voltar este ano.[28]
- Noruega:  Anunciada em 11 de abril de 2019 que eu não voltaria nesta edição.[29]
- Reino Unido: Anunciado em 8 de abril de 2019 não iria retornar nesta edição.[30]
- Chéquia: Anunciado em 19 de junho de 2019 que não seria lançado nesta edição.[31]
- Suécia: Anunciou em 11 de abril de 2019 que não voltaria nesta edição.[32]
- Suíça: Anunciou em 9 de abril de 2019 que não voltaria nesta edição.[33]

## Comentadores e Porta-vozes

### Porta-vozes
1. Australia – TBA
2. France – TBA
3. Russia – Khryusha[34]
4. North Macedonia – TBA
5. Spain – Violeta Leal[35]
6. Georgia – Anastasia Garsevanishvili[36]
7. Belarus – TBA
8. Malta – TBA
9. Wales – TBA
10. Kazakhstan – TBA
11. Poland – Marianna Józefina Piątkowska[37]
12. Ireland – Taylor Hynes (Irish representative in the 2018 contest)[carece de fontes?]
13. Ukraine – Darina Krasnovetska (Ukrainian representative in the 2018 contest)[38]
14. Netherlands – Anne Buhre (Dutch representative in the 2018 contest)[39]
15. Armenia – Erik Antonyan[40]
16. Portugal – TBA
17. Italy – Maria Iside Fiore (Italian representative in the 2017 contest)[41]
18. Albania – Efi Gjika (Albanian representative in the 2018 contest)[42]
19. Serbia – Bojana Radovanović (Serbian representative in the 2018 contest)[43]

### Comentadores

#### Países Participantes
- Belarus – Evgeny Perlin (Belarus 1, Belarus 24)[44]
- France – Stéphane Bern and Sandy Héribert (France 2)[45]
- Georgia – Demetre Ergemlidze and Tamar Edilashvili (1TV)[46]
- Italy – Mario Acampa and Alexia Rizzardi (Rai Gulp)[47][48]
- Netherlands – Buddy Vedder (NPO Zapp)[49][50]
- Poland – Artur Orzech (TVP1, TVP Polonia, TVP ABC)[51]
- Portugal – Nuno Galopim (live on RTP1 and RTP Internacional, delayed on RTP Internacional Ásia and RTP África)[52][53]
- Russia – Vadim Takmenev and Lera Kudryavtseva (NTV), TBA (Carousel)[54][55]
- Serbia – Tijana Lukić (RTS2)[56]
- Spain – Tony Aguilar and Julia Varela (La 1, TVE Internacional)[57]
- Ukraine – TBA (UA:First, UA:Kultura)[58]
- Wales – Welsh: Trystan Ellis-Morris, English: Stifyn Parri (S4C)[59]

#### Países não Participantes
- Lithuania – Artur Orzech (TVP Wilno)[60]
- United Kingdom – Ewan Spence (Fun Kids)[61]

## Álbum oficial
Junior Eurovision Song Contest Gliwice 2019 é um álbum de compilação organizado pela União Europeia de Transmissão e foi lançado pelo Universal Music Group em 8 de novembro de 2019. O álbum apresenta todas as músicas do concurso de 2019.
| N.º            | Título                      | Artist                                            | Duração |  |
| 1.             | "Mikja Ime Femijeri"        | Isea Çili (Albania)                               | 3:07    |  |
| 2.             | "Colors Of Your Dream"      | Karina Ignatyan (Armenia)                         | 3:02    |  |
| 3.             | "We Will Rise"              | Jordan Anthony (Australia)                        | 3:01    |  |
| 4.             | "Pepelny"                   | Liza Misnikova (Belarus)                          | 3:01    |  |
| 5.             | "Bim bam toi"               | Carla (France)                                    | 2:53    |  |
| 6.             | "We Need Love"              | Giorgi Rostiashvili (Georgia)                     | 2:55    |  |
| 7.             | "Banshee"                   | Anna Kearney (Ireland)                            | 3:01    |  |
| 8.             | "La Voce Della Terra"       | Marta Viola (Italy)                               | 3:01    |  |
| 9.             | "Armanyńnan Qalma"          | Yerzhan Maxim (Kazakhstan)                        | 2:59    |  |
| 10.            | "We Are More"               | Eliana Gomez Blanco (Malta)                       | 3:03    |  |
| 11.            | "Dans Met Jou"              | Matheu (Netherlands)                              | 2:55    |  |
| 12.            | "Fire"                      | Mila Moskov (North Macedonia)                     | 3:00    |  |
| 13.            | "Superhero"                 | Viki Gabor (Poland)                               | 2:52    |  |
| 14.            | "Vem Comigo (Come With Me)" | Joana Almeida (Portugal)                          | 2:59    |  |
| 15.            | "A Time For Us"             | Tatyana Mezhentseva and Denberel Oorzhak (Russia) | 3:00    |  |
| 16.            | "Podigni glas"              | Darija Vračević (Serbia)                          | 2:58    |  |
| 17.            | "Marte"                     | Melani Garcia (Spain)                             | 3:00    |  |
| 18.            | "The Spirit of Music"       | Sophia Ivanko (Ukraine)                           | 2:42    |  |
| 19.            | "Calon yn Curo"             | Erin Mai (Wales)                                  | 2:59    |  |
| Duração total: | Duração total:              | Duração total:                                    | 56:37   |  |